# Tweetbot
Tweetbot是专为苹果公司的iPhone、iPod Touch、iPad和Mac设计的，社交网站Twitter的第三方客户端。该应用程序有三个版本，一个被设计用于iPhone和iPod Touch，一个被设计用于iPad，还有一个Mac版本。

## 历史
Tweetbot最初被Tapbots于2011年4月14日在App Store发布。这是只适用于当时的iPhone。随着时间的推移，该程序增加了包括多个账户切换，在程序内观看的图像和YouTube的视频缩略图，推送通知，并有能力暂时过滤特定的用户和主题，增加了list阅读功能。自定义选项卡的功能随后也被添加，更新后的iOS 5版本新发布其他功能，例如在Twitter消息上左右滑动来关注某个话题。
作为Tapbot的设计理念，该应用的口号是“A Twitter client with personality”

## 评价
PC Magazine称赞它的设计和可定制，但值得批评的是缺乏支持多个Twitter帐号，这个问题在随后的版本中得到了解决。 在Mac Stories被称作是一个“优秀”的客户端，用户最喜欢的Twitter的客户端。 The Daily Telegraph打分4/5颗星。Macworld大会称赞其“令人印象深刻”的功能设置和设计。